# Kościół św. Bartłomieja w Więcmierzycach
Kościół św. Bartłomieja – rzymskokatolicki kościół filialny w miejscowości Więcmierzyce (województwo opolskie). Świątynia należy do parafii św. Wawrzyńca w Kolnicy w dekanacie Grodków, diecezji opolskiej. Dnia 6 grudnia 1972 roku pod numerem 1984/72 kościół został wpisany do rejestru zabytków nieruchomych województwa opolskiego.

## Historia kościoła
Obecny kościół w Więcmierzycach został wybudowany w stylu renesansowym w 1621 roku. Przebudowany w 1910 roku, gdzie zostało powiększone prezbiterium oraz zakrystia. Gruntowny remont kościół przeszedł w 1937 roku.